# Serpula tignicola
Serpula tignicola är en svampart som först beskrevs av Harmsen, och fick sitt nu gällande namn av Mads Peter Christiansen 1960. Serpula tignicola ingår i släktet Serpula och familjen Serpulaceae.   Inga underarter finns listade i Catalogue of Life.